# موناكو تيليكوم
موناكو تيليكوم هي المزود الرئيسي للاتصالات السلكية واللاسلكية في إمارة موناكو . تأسست الشركة في عام 1997، وتم تأسيسها في أعقاب قرار حكومة موناكو بخصخصة مكتب هواتف موناكو الذي كان مملوكًا للدولة سابقًا. توفر شركة موناكو تيليكوم خدمات متنوعة بما في ذلك الوصول إلى الإنترنت وخدمات الهاتف المحمول. وهي كيان رئيسي في تسهيل الاتصالات داخل موناكو وربط الإمارة بشبكات الاتصالات العالمية. بالإضافة إلى ذلك، تدير الشركة متجرًا للبيع بالتجزئة يعمل كنقطة خدمة وتفاعل مع العملاء.

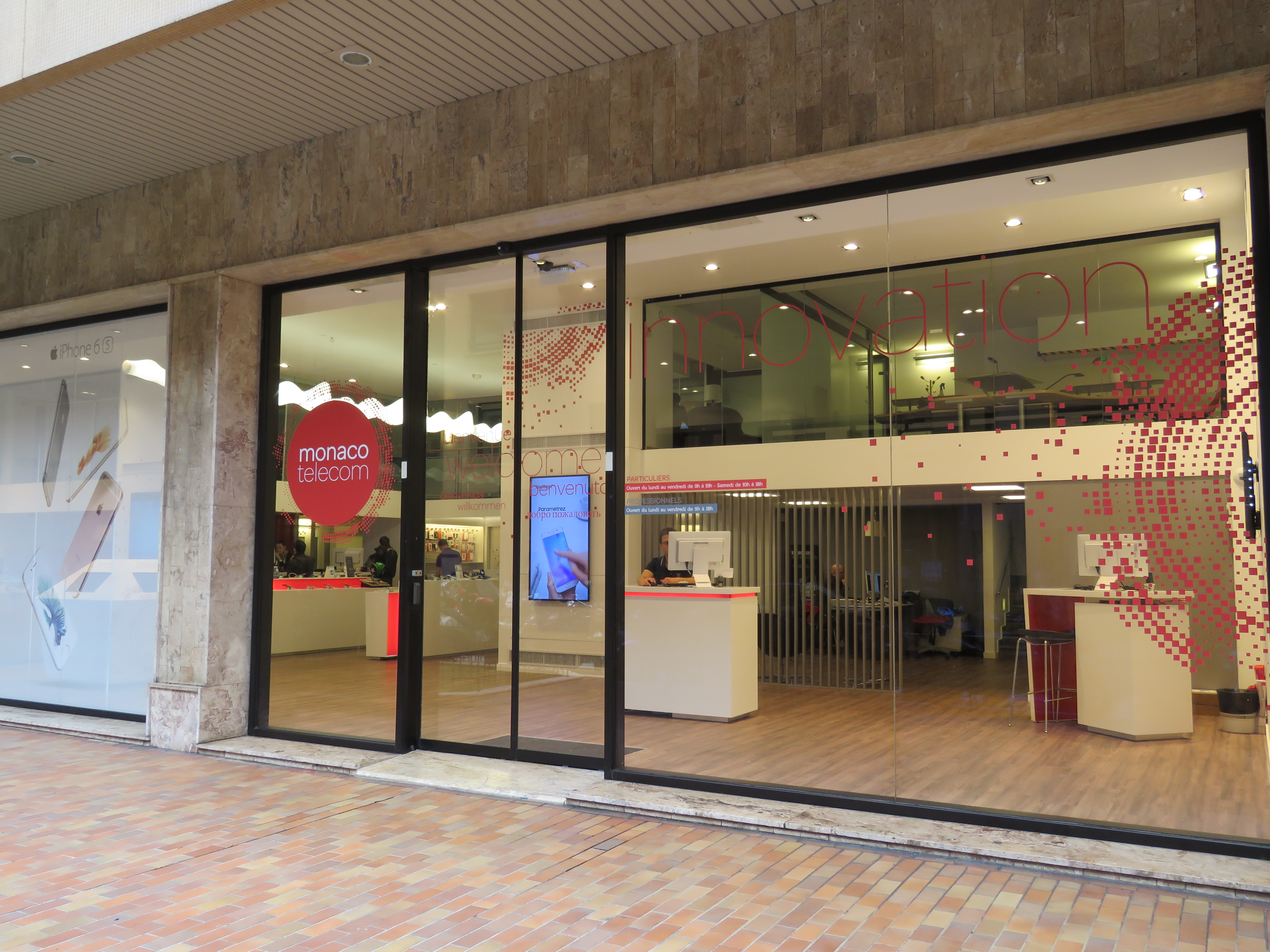
متجر موناكو للاتصالات

## التنمية الدولية
| قطاع           | عدد الزبائن |
| -------------- | ----------- |
| الخطوط الثابتة | 20831       |
| خطوط المحمول   | 35506       |
| خدمة الإنترنت  | 18096       |
| تلفزيون        | 13829       |
| 4 العب         | 3402        |

## المساهمين
موناكو تيليكوم مملوكة بنسبة 55٪ لـ Xavier Niel ، مؤسس وأكبر مساهم في شركة Iliad SA ومقرها باريس . تمتلك إمارة موناكو نسبة 45% المتبقية من خلال الشركة الوطنية للتمويل المملوكة بالكامل.

## التواريخ الرئيسية
- 2020 : في 31 مارس، استحوذت شركة موناكو تيليكوم على شركة فودافون مالطا .[4][5][6][7]
- 2019 : في 9 يوليو، أطلقت شركة موناكو تيليكوم شبكة 5G الخاصة بها بالتزامن مع تقديم العرض التجاري.[8][9] وفي نفس العام، أعادت الشركة تسمية استحواذها على مجموعة إم تي إن في قبرص على أنه ملحمي [10]
- 2018 : في 16 يوليو، استحوذت شركة موناكو تيليكوم على شركة إم تي إن قبرص.[11]
- 2015 : في 8 سبتمبر، أطلقت شركة موناكو تيليكوم خدمة النطاق العريض فائقة السرعة باستخدام DOSCIS 3.0. تصل السرعة إلى 1 جيجابت للأسفل و200 ميجابت للأعلى.

إطلاق LTE المتقدم في موناكو.
تقديم شعار جديد وهوية بصرية جديدة.
- 2014 : استحواذ Xavier Niel على شركة موناكو تيليكوم، [12] (المؤسس والمساهم الأكبر في مزود خدمة الإنترنت الفرنسي ومشغل الهاتف المحمول Iliad الذي يتداول تحت العلامة التجارية Free)

اختارت المجموعة الأفريقية Azur Telecom شركة موناكو تيليكوم لمرافقته في تطوره.
- 2013 : وقعت شركة Monaco Telecom والناقل العالمي Level 3 اتفاقية استراتيجية للاتصال الدولي

إطلاق LTE في موناكو.
- 2012 : حصل اتحاد Planor/Kome CESSE/Monaco Telecom على الرخصة الثالثة للهاتف المحمول في مالي.

باعت شركة Monaco Telecom حصتها في شركتها التابعة Afinis Communications إلى SkyVision.
تم تمديد عقد الهاتف المحمول في كوسوفو لمدة 3 سنوات أخرى.
- 2011 : تطلق شركة Monaco Telecom خدمتها التجريبية 4G LTE.

يوفر تغطية WiFi على مستوى الدائرة لسباق Monaco Formula 1 Grand Prix.
التعليم والبحث: قامت شركة Eurecom بتسمية فصلها المستقبلي للعام 2011-2012 باسم "Monaco Telecom".
المسابقة الفنية المفتوحة للفنانين في موناكو : توضح مساهمات الفنانين دليل هاتف الإمارة.
أعلنت شركتا Monaco Telecom وCable&Wireless Communications عن تشكيل شركة Afinis Communications، بعد اندماج عمليات المبيعات الخاصة بشركة Divona's وشركة Connecteo.
- 2010 : OnAir وMonaco Telecom تطلقان OnMarine، وهي خدمة اتصالات بحرية موسعة.

موناكو تيليكوم تتعاون مع يوركوم.
إطلاق نطاق عريض عالي السرعة بسعة 30 ميجابايت وخدمات تلفزيونية رقمية كاملة.
- 2009 : عرض خارجي لتكنولوجيا WiMax المتنقلة في موناكو.

تعيين مارتن بيرونيه في منصب الرئيس التنفيذي (5 يناير 2009).
- 2008 : تبيع شركة Monaco Telecom 60% من حصتها في مركز الاتصال الخاص بها، eCALL.

الاستحواذ على Connecteo، مزود خدمات VDI الذي يعمل في 6 دول أفريقية.
اختارت شركة CWI شركة Monaco Telecom لتأسيس أول مركز امتياز لتقنية WiMax للهواتف المحمولة، بالشراكة مع Alvarion وCisco وNokia.
- 2007 : تقوم شركة Monaco Telecom بتوحيد عروض خدماتها الأساسية الأربعة (الهاتف الثابت والمحمول والإنترنت والتلفزيون) تحت العلامة التجارية Monaco Telecom وتغيير هويتها المرئية للشركة.
- 2006 : موناكو تيليكوم تفتتح مكتباً لها في دبي.
- 2005 : تختار شركة OnAir شركة Monaco Telecom لبنيتها التحتية الأرضية (خدمات الهاتف GSM على متن الطائرة).
- 2004 : شركة Cable & Wireless International ومقرها المملكة المتحدة تشتري حصة Vivendi Telecom International في شركة Monaco Telecom.

أنشأت شركة موناكو تيليكوم شركتين تابعتين للاتصالات عبر الأقمار الصناعية في منطقة المغرب العربي: ديفونا تيليكوم ومقرها تونس وديفونا في الجزائر.
- 2003 : توقيع اتفاقية خدمات إدارة شبكة الهاتف المحمول مع شركة روشان التي يقع مقرها في أفغانستان.
- 1999 : حصلت على عقد خدمات إدارة شبكة الهاتف المحمول في كوسوفو.

Vivendi Telecom International تستحوذ على 51% من أسهم شركة Monaco Telecom
- 1997 : قامت حكومة موناكو بخصخصة مكتب Monégasque des Téléphones وتشكيل شركة Monaco Telecom.
- 1996 : قامت إمارة موناكو بتخصيص رمز الاتصال الخاص ببلدها (377).
- 1994 : شبكة GSM المنتشرة في الإمارة.
- 1890 : أول هاتف عمومي في إمارة موناكو.